# Gregorio Guglielmi
Gregorio Guglielmi (Roma, 13 dicembre 1714 – San Pietroburgo, 2 febbraio 1773) è stato un pittore italiano.

## Biografia

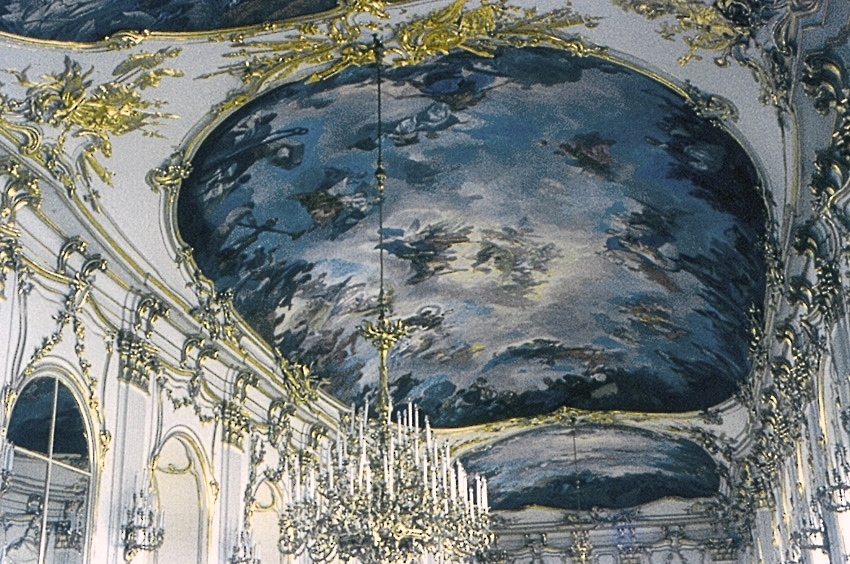
Gregorio Guglielmi e Paul Reckendorfer (ricostruzione parziale): dipinti al soffitto nella Grande Galleria del Palazzo di Schönbrunn

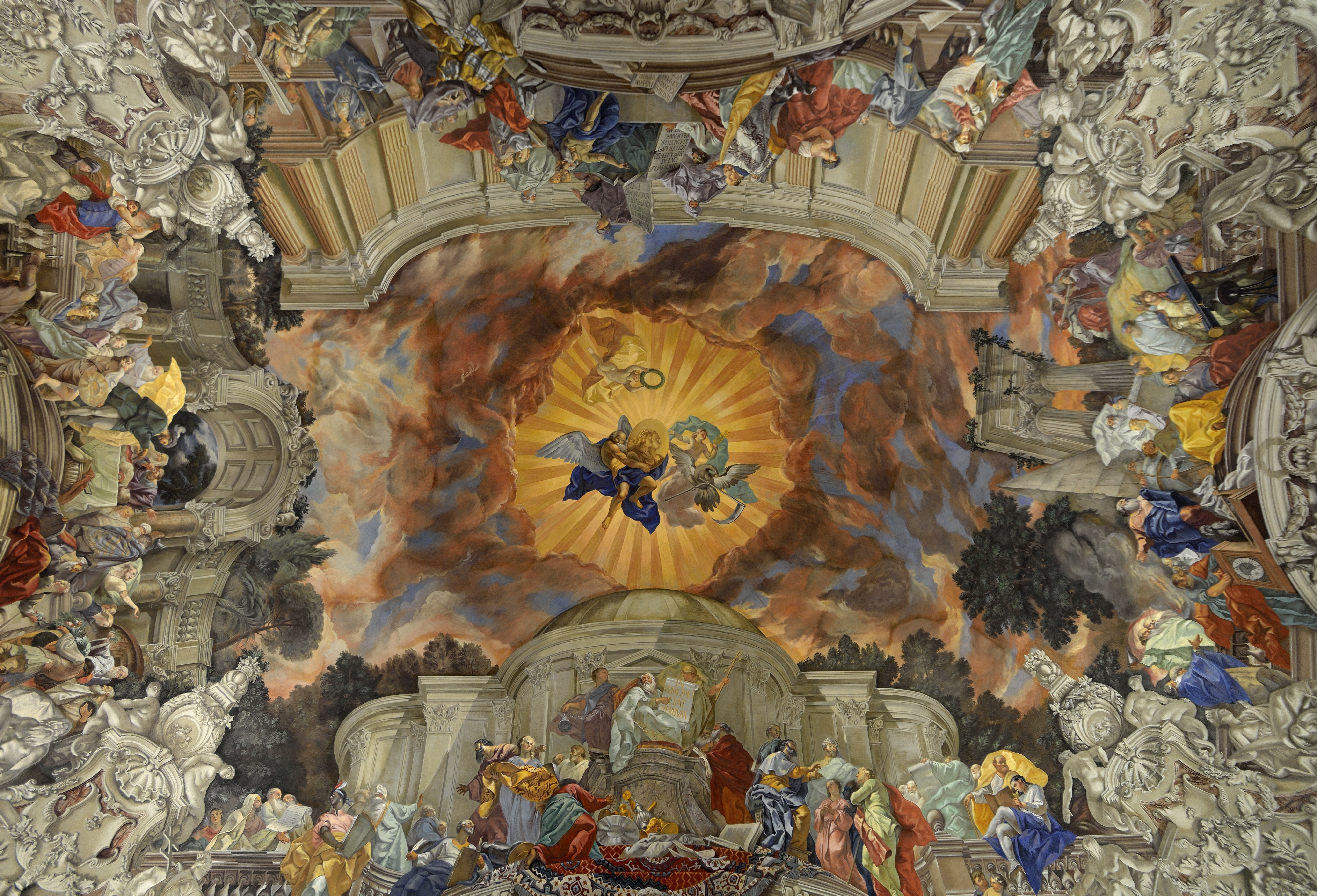
Dipinti al soffitto di Gregorio Guglielmi e Paul Reckendorfer (ricostruzione parziale) nella sala da ballo dell'Accademia delle scienze austriaca

Se il suo percorso formativo culminò con le lezioni del maestro Trevisani, già nel suo primo periodo artistico giovanile Guglielmi si indirizzò verso le tendenze accademiche del Conca, recuperando così tematiche care a Carracci e allontanandosi, nello stesso tempo, dalle vaghezze e fumosità settecentesche.
Queste caratteristiche si riscontrarono già nelle opere degli anni quaranta del Settecento, eseguite a Roma, una delle quali trasferita a Praga, sull´altare maggiore della Chiesa di Santa Caterina - dipinto di Santa Caterina in compagnia dei Quattordici Santi Aiutanti, olio su tela, 630x310 cm, firmato in basso a sinistra: GUGLIELMI P 1739; quali l'affresco nell'ospedale di Santo Spirito, 1742); i soffitti nella Trinità degli Spagnoli, (1746), che varcheranno le Alpi ed i Pirenei grazie alla diffusione dei bozzetti; si rafforzarono e si focalizzarono nel decennio successivo, durante il quale Guglielmi lavorò soprattutto all'estero, in Germania, a Dresda nel 1773 dove conobbe Metastasio, in Austria, a Vienna dal 1755, realizzando affreschi nel salone della Accademia delle Scienze, a Schönbrunn con prestigiosi affreschi nel castello, nel 1764 a Berlino, nel 1765 a Torino, in un temporaneo rientro in Italia, per dipingere una pala d'altare nella chiesa dei Santi Martiri, il soffitto della camera degli archivi nel Palazzo Reale, a Bergamo con due Storie di Giacobbe nella Cappella Colleoni, nel 1766 ad Augusta con affreschi nel salone del palazzo Schaezler e infine nella sua ultima trasferta in giro per l'Europa, a San Pietroburgo al servizio di Caterina II, come mostrano i bozzetti conservati al museo di Nancy.
Guglielmi morì il 2 febbraio del 1773, quando si trovava a Pietroburgo, a causa, probabilmente, di un avvelenamento. È da sottolineare come Guglielmi, a Pietroburgo, non sempre riscosse successo e apprezzamenti positivi.
Guglielmi frequentò e operò nelle corti, dove imperava l'universalismo illuminista, contribuendo a diffondere l'arte italica in tutto il Continente.
Il suo particolare stile lo inserì, a pieno titolo, nelle grandi correnti pittoriche settecentesche, seppur formato da elementi che lo posero ad una certa distanza dagli attributi, così intrisi di sensualità, dei veneziani, come pure delle leziosaggini del Carloni e dai fantasiosi giochi contemplativi del Giaquinto.
Accolse e rielaborò, invece, ispirazioni dai romani classicisti, dai napoletani, dai francesi e dai tedeschi, quali il Pesne e Baumgartner, raggiungendo espressioni di ancor più profonda concisione intellettuale ed aggiungendo un altro tassello alla già solida tradizione plastica accademica italiana.
Guglielmi sviluppò un'arte prettamente 'razionale', dove ogni componente veristica fu manifestata con ironia e impassibilità e persino le digressioni fantasiose parzialmente estranee al suo standard espressivo furono incanalate in rappresentazioni tutte 'di testa'.
Nonostante questa impronta, la pittura di Guglielmi, non si può definire né distaccata e nemmeno passiva o immobile, quanto piuttosto vitale ed espressiva e per certi versi pre-goyesca. Solamente negli ultimi anni di carriera non volle rinnovare il suo stile, per adeguarlo al nascente e diffondente neoclassicismo.